# Cathédrale Saint-Laurent de Sant Feliu de Llobregat
Cette  cathédrale n’est pas la seule cathédrale Saint-Laurent.
La cathédrale Saint-Laurent (en espagnol : catedral de San Lorenzo) est une cathédrale catholique située dans la ville de Sant Feliu de Llobregat, dans la communauté autonome de Catalogne en Espagne.
Promue au rang de cathédrale en 2004, l'ancienne église paroissiale Saint-Laurent a été détruite au début de la guerre civile en 1936 ; il n'en reste que le clocher.
L'édifice actuel a été consacré en 1946, il est l'œuvre de Josep Rubio i Rubio. Il est l'église-mère du diocèse de Sant Feliu de Llobregat.

## Histoire
La cathédrale de Sant Feliu de Llobregat est l'œuvre de l'architecte Josep Ros i Ros (es).

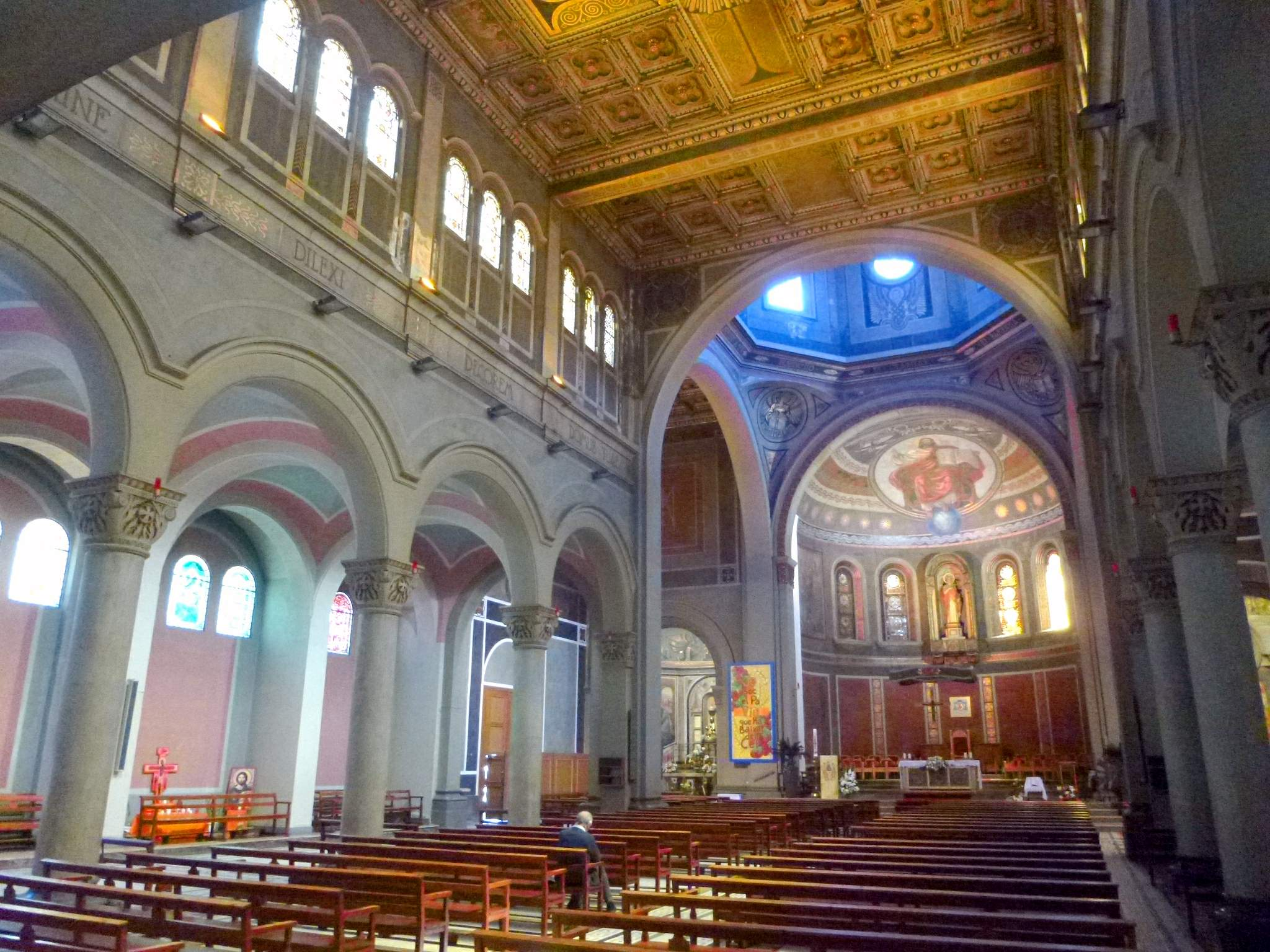
L'intérieur de la cathédrale.

L'ancienne église paroissiale, œuvre du XIXe siècle projetée par Francisco Renart (es), a été détruite en juillet 1936, au début de la guerre civile espagnole. De l'ancien édifice, il ne restait que le clocher. En 1939, la première pierre du bâtiment actuel fut posée et à partir de 1940, sous la direction du curé Lluís Brugaroles et de l'architecte Josep Ros, les travaux de construction de la nouvelle église paroissiale de San Lorenzo commencèrent.
Le 22 juin 1941, la chapelle actuelle du Saint-Sacrement a été bénie et enfin, le 26 mai 1946, l'évêque de Barcelone Gregorio Modrego (es) a présidé la consécration.
L'achèvement de l'œuvre a eu lieu en 1955, avec les chapelles de Notre-Dame de Montserrat et du Sacré-Cœur. Par la suite, la réforme la plus importante qui a été réalisée fut l'adaptation aux nouvelles directives liturgiques du concile Vatican II, moment où le peintre local Joan Torres a peint la Cène qui préside l'actuelle chapelle du Saint-Sacrement.
Le 15 juin 2004, une bulle du pape Jean-Paul II décrétait la séparation de 9 archiprêtrés de l'archidiocèse de Barcelone  pour créer le nouveau diocèse de Sant Feliu, avec son siège dans la ville de Sant Feliu de Llobregat. La même bulle a élevé au rang de cathédrale celle qui jusqu'alors était l'église paroissiale de Saint-Laurent.

## Architecture

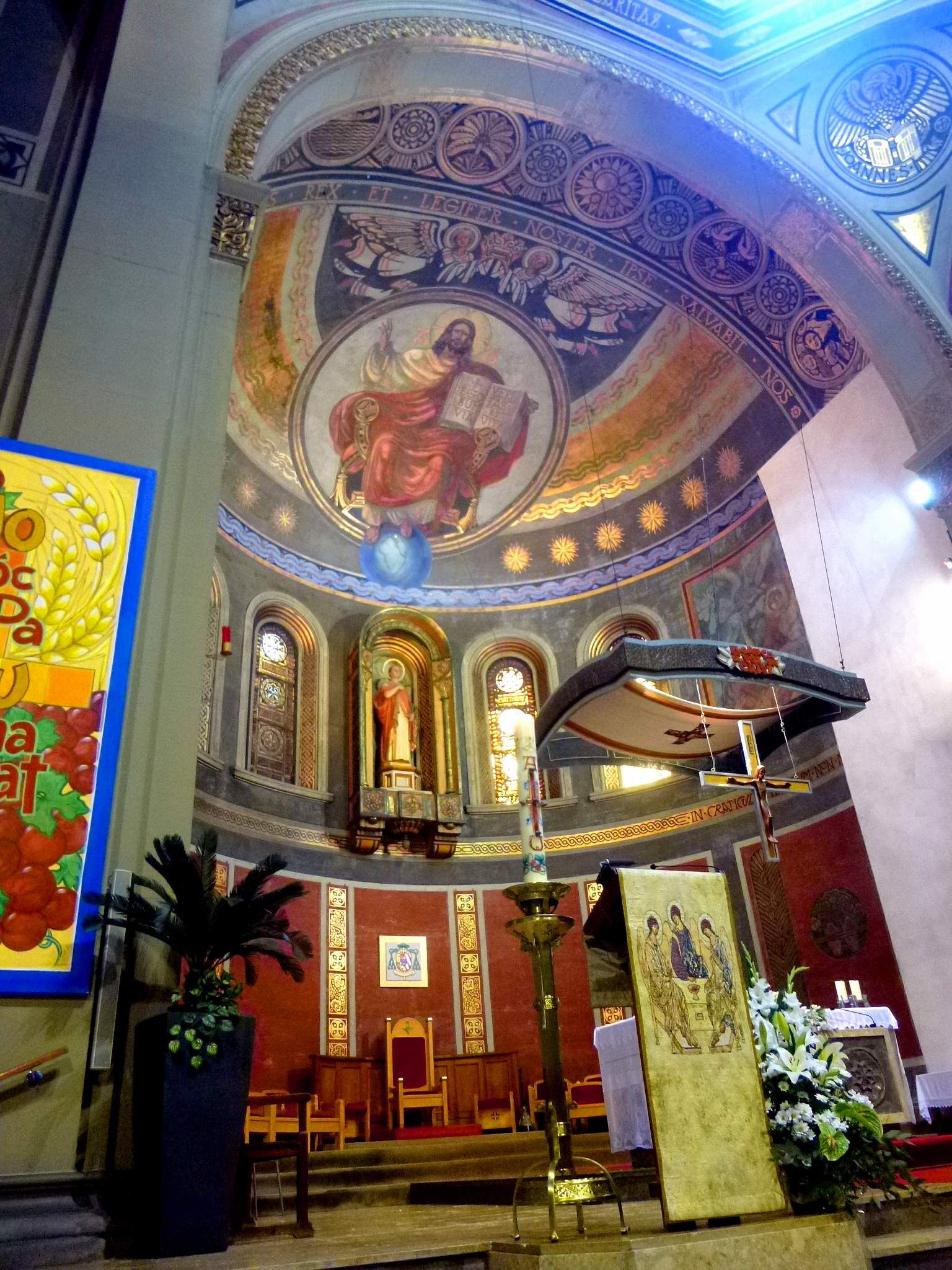
Maître-autel et abside.

De style historiciste, avec prédominance néomédiévale dans la tour du clocher et néobyzantine dans le reste de l'édifice, la cathédrale de Saint-Félix se compose de trois nefs, avec transept, abside semi-circulaire avec deux absidioles et une tour-lanterne polygonale sur le croisée du transept.
La décoration est l'œuvre de Francesc Labarta (es). De la façade, on distingue surtout le portail avec un arc en plein cintre décoré avec des archivoltes et un tympan, et la grande fenêtre avec trois lobes, avec des transennes et des arcs en plein cintre sur des colonnes.
Comme curiosité, on peut mentionner que le bâtiment n'a pas été construit en pierre mais avec des blocs formés de ciment et de sable du Llobregat que les paroissiens se sont chargés de transporter avec des charrettes depuis la rivière.

## Source
- (es) Cet article est partiellement ou en totalité issu de l’article de Wikipédia en espagnol intitulé « Catedral de San Feliú de Llobregat » (voir la liste des auteurs).